# 992 (numero)
Novecentonovantadue (992) è il numero naturale dopo il 991 e prima del 993.

## Proprietà matematiche
- È un numero pari.
- È un numero composto, con 12 divisori: 1, 2, 4, 8, 16, 31, 32, 62, 124, 248, 496, 992 . Poiché la somma dei suoi divisori (escluso il numero stesso) è 1124 > 992, è un numero abbondante.
- È un numero nontotiente (per cui la equazione φ(x) = n non ha soluzione).
- È un numero semiperfetto in quanto pari alla somma di alcuni (o tutti) i suoi divisori.
- È un numero congruente.
- È un numero odioso.
- È parte delle terne pitagoriche (705, 992, 1217), (744, 992, 1240), (992, 1794, 2050), (992, 1860, 2108), (992, 3780, 3908), (992, 3906, 4030), (992, 7656, 7720), (992, 7905, 7967), (992, 15360, 15392), (992, 30744, 30760), (992, 61500, 61508), (992, 123006, 123010), (992, 246015, 246017).
- È un numero pratico.
- È un numero oblungo, ovvero della forma n(n+1).
- È un numero palindromo e un numero ondulante nel sistema di numerazione posizionale a base 22 (212).

## Astronomia
- 992 Swasey è un asteroide della fascia principale del sistema solare.
- NGC 992 è una galassia spirale della costellazione dell'Ariete.
- 992 è il codice che designava l'osservatorio astronomico di Liverpool, in Inghilterra.

## Astronautica
- Cosmos 992 (con vettore Soyuz-U) è un satellite artificiale russo.

## Altri ambiti
- Hokkaido Prefectural Road Route 992 è una	strada nel distretto di Hidaka, Giappone.
- Voivodeship road 992 è una strada in Polonia.
- M992 è un veicolo di rifornimento per le artiglierie degli Stati Uniti d'America.